# Aventure en Terre sainte
Aventure en Terre sainte est un livre-jeu écrit par Joël Gourdon en 1988, et édité par Presses pocket dans la collection Histoires à jouer : Les livres à remonter le temps, dont c'est le dix-neuvième tome.